# Мюррей, Чарльз
Чарльз Мюррей (англ. Charles Murray; 22 июня 1872 — 29 июля 1941) — американский киноактёр эпохи немого кино. В период с 1912 по 1938 год снялся в 283 фильмах, в том числе в ряде фильмов Чарли Чаплина. Родился в Лорел, штат Индиана, и умер в Лос-Анджелесе, штат Калифорния, от пневмонии.

## Избранная фильмография
- 1913 — Сейф в тюрьме
- 1913 — Вексель Мерфи
- 1913 — / Red Hicks Defies the World
- 1913 — Материнское сердце
- 1913 — Освобождение профессора Бина
- 1913 — Бунт
- 1913 — Два старика / Two Old Tars
- 1914 — Её друг бандит / Her Friend the Bandit — Граф-де-Бинс
- 1914 — Семейная жизнь Мейбл / Mabel’s Married Life
- 1914 — Любовь и пули / Love and Bullets
- 1914 — Прерванный роман Тилли — нет в титрах
- 1914 — Маскарадная маска
- 1914 — Его новая профессия
- 1914 — Убийство Горация
- 1914 — Опять Фэтти
- 1915 — Ром и обои
- 1915 — / Hogan’s Romance Upset
- 1915 — Их социальный всплеск
- 1915 — Фэтти и Бродвейские Звезды
- 1921 — / A Small Town Idol
- 1924 — Полевые лилии
- 1924 — Шахта с железной дверью
- 1924 — Девушка в лимузине / The Girl in the Limousine
- 1924 — / Sundown
- 1925 — Майк
- 1925 — Волшебник страны Оз / Wizard of Oz
- 1926 — Коэны и Келли
- 1926 — Сиськи
- 1926 — / Mismates
- 1926 — Рай
- 1926 — Метро Сэди
- 1927 — Женщина в маске / The Masked Woman
- 1927 — Горилла
- 1927 — Жизнь Райли
- 1928 — Исполняйте свой долг
- 1930 — Клэнси на Уолл-стрит
- 1931 — Украденные драгоценности — Келли
- 1933 — Коэн и Келли в беде